# NGC 1362
NGC 1362 (другие обозначения — ESO 548-41, MCG −3-10-8, NPM1G −20.0135, PGC 13196) — линзообразная галактика (S0) в созвездии Эридана. Открыта Уильямом Гершелем в 1799 году. Описание Дрейера: «очень тусклый, маленький объект круглой формы».
Этот объект входит в число перечисленных в оригинальной редакции «Нового общего каталога».
Галактика NGC 1362 входит в состав группы галактик NGC 1370. Помимо NGC 1362 в группу также входят NGC 1370 и NGC 1390.
Морфологический тип по Вокулёру S00 pec.
NGC 1362 имеет круглое ядро и более тусклую внешнюю оболочку и, вероятно, является карликовой галактикой. На фотографиях в гало к югу виден небольшой компактный объект или галактика-компаньон, который не виден в телескопах с умеренным диаметром. Визуально в любительский телескоп NGC 1362 видна как очень маленькая, круглая и достаточно тусклая галактика. Основная оболочка непрозрачна и имеет однородную поверхностную яркость; края достаточно хорошо очерчены. Радиальная скорость: 1149 км/с. Расстояние: 51 млн световых лет. Диаметр: 18 тыс. световых лет.